# Polypedates megacephalus
Polypedates megacephalus är en groddjursart som beskrevs av Hallowell 1861. Polypedates megacephalus ingår i släktet Polypedates och familjen trädgrodor. IUCN kategoriserar arten globalt som livskraftig. Inga underarter finns listade i Catalogue of Life.